# Corte de Peleas
Corte de Peleas es un municipio español, perteneciente a la provincia de Badajoz (comunidad autónoma de Extremadura).

## Geografía
Está en el extremo nororiental de la comarca de Tierra de Barros, en el cruce de los antiguos caminos de Solana de los Barros a Barcarrota y Villalba de los Barros a Badajoz. Pertenece al partido judicial de Almendralejo.

## Historia
El pueblo de Corte de Peleas sufrió varias remodelaciones. Por la finca “La Dehesa de las Yeguas” se encontraron piedras que podían pertenecer a un antiguo poblado que se cree que tuvo muy poca importancia poblacional. Cercano a este hallazgo, se encontró la aldea de “Don Febrero” que fue una aldea desaparecida en el siglo XVI a causa de ser comida por las termitas. En el siglo XVII es cuando la población de Corte de Peleas comienza a ser documentada, pero con la Guerra de la Independencia fue arrasada por el gran Ejército de Napoleón y a causa de esto gran parte de su documentación fue destruida.
Fue un pueblo de pocos habitantes. Por el siglo XIX, este pueblo solo contaba con dos calles compuestas de 12 casas y 16 chozas. A causa de su poca población, formó parte por un tiempo del término de Santa Marta, que por aquellos años pertenecía al ducado de Feria. 
A la caída del Antiguo Régimen la localidad se constituye en municipio constitucional en la región de Extremadura. 
Desde 1834 quedó integrado en el partido judicial de Almendralejo. En el censo de 1842 contaba con 19 hogares y 69 vecinos. En 1928 el pueblo hasta entonces llamado “La Cortecilla”, ahora tomó el apodo de “La Corte” y sus habitantes son denominados “cortesanos” y "cortesanas".
A principios del siglo XX disminuye el término del municipio porque independiza a Entrín Bajo.
Actualmente esta población pertenece a la provinvia de Badajoz, archidiócesis de Mérida-Badajoz, a la Audiencia Territorial de Badajoz, al arciprestazgo de Almendralejo, a la comarca Tierra de Barros y a la Vicaría Zona.

## Demografía
Corte de Peleas cuenta con una población de 1165 habitantes (INE 2024).
| Gráfica de evolución demográfica de Corte de Peleas entre 1842 y 2021 |
| |
| Población de derecho según los censos de población del INE. Población de hecho según los censos de población del INE.Entre el censo de 1930 y el anterior, disminuye el término del municipio porque independiza a Entrin Bajo. |

## Economía
El pueblo de Corte de Peleas dispone de una economía basada sobre todo en la agricultura. Concretamente en el cultivo de olivares y viñedos.
Las primeras empresas encargadas de recoger los frutos de la cosecha fueron las Bodegas Iglesias encargadas de la recogida de la uva y su posterior producción del vino y el molino de  Eugenio Garcia Duran encargado de recoger la cosecha de la aceituna para almacenarla y producir aceite.
Actualmente en el pueblo de Corte de Peleas existen tres cooperativas.
En primer lugar, la Cooperativa de Santa María Egipciaca fue fundada en el año 1977. Cuenta con una bodega que posee una muy avanzada tecnología que dan lugar a excelentes vinos blancos y tintos.
Posteriormente la Cooperativa Bioterra, fue fundada en los años 90 por unión de los productores de frutos secos de Extremadura. 
En último lugar la Cooperativa Aceitunera San José fue fundada por los años 90 también, y ha sacado su propia marca de aceituna denominada “La Cortesana”.

## Administración y política
- Resultados electorales de las Elecciones Municipales 2019:

Partido Socialista Obrero Español (Líder: Bartolomé Morán Agudo): 456 votos, 6 concejales.
Partido Popular (Líder: Ramón Pulido Corbacho): 263 votos, 3 concejales.
eXtremeños (Líder: Agustina Méndez Hernández): 61 votos, 0 concejales.
Bartolomé Morán Agudo salió investido como alcalde-Presidente tras los apoyos de los 6 concejales del PSOE que por sí solos conformaban mayoría absoluta.
- Resultados electorales de las Elecciones Municipales 2015:

Partido Popular (Líder: Ramón Pulido Corbacho): 386 votos, 4 concejales.
Partido Socialista Obrero Español (Líder: Bartolomé Morán Agudo): 376 votos, 4 concejales.
eXtremeños (Líder: Agustina Méndez Hernández): 80 votos, 1 concejal.
Bartolomé Morán Agudo salió investido como alcalde-Presidente tras los apoyos de los 4 concejales del PSOE más la concejala de Coalición Extremeña.

## Cultura

### Fiestas
- Romería de San José (19 de marzo). Situada en un campo a la salida por Badajoz donde hay plantados pinos, sobre todo. Este terreno ha ido mejorando con los años.

- Ferias y fiestas patronales y de la Santa Cruz (del 1 de mayo al 4 de mayo)

- Diana Floreada a cargo de la Asociación Músico-Cultural Santa María Egipciaca: La banda municipal del pueblo amena por las calles el primer día de la feria desde las 9:00h tocando pasodobles y marchas militares conocidos. Mientras, algunos vecinos muestran gratitud con el trabajo que ejercen por el pueblo durante todo el año, y tienen el placer de prepararles mesas con alimentos y bebidas. Esta actividad puede durar hasta las 13:30h de ese mismo día.
- Entrega de la Santa Cruz (Historia de Santa Helena y Constantino, el emperador): es una representación sobre el hallazgo de la santa Cruz y la importancia que este tuvo para los Emperadores Constantino y Heraclio y para todos los cristianos y la Vida de la Iglesia. En Corte de Peleas hace más de un siglo que se celebra la Representación de la Entrega de la Santa Cruz, en la cual todo el pueblo se involucra de una manera o de otra. Las representaciones la mayoría de las veces van acompañadas de música, otras veces con muchos anacronismos e inexactitudes históricas, pero siempre con la intención de atraer la atención del espectador. El Ayuntamiento de Corte de Peleas ha propuesto la futura creación de un centro de interpretación donde mostrar todos los materiales y ropas —generadas y cosidas por personas del pueblo— utilizados.
Esta representación tiene lugar cada 3 de mayo sobre las 22:00h con motivo de la celebración de las fiestas en honor a la santa Cruz.
- Fiesta de la Aceituna y el Vino: A cargo de la Sociedad Aceituna San José, la cual regala a todos sus vecinos y visitantes aceitunas y vinos para su libre degustación en la plaza del pueblo, la plaza del Stmo. Cristo de la Corte.
- Representación de las Cruces de Mayo: Como en otros pueblos, no les gusta perder esa tradición de crear una Cruz de Mayo con flores. Las exponen en sus casas y un jurado decide cuáles son las tres mejores. Suele celebrarse el día 3 de mayo por la mañana.
- Ferias y fiestas de la Virgen del Carmen (16 de julio)

- Procesión a la Virgen del Carmen.

### Patrimonio
Iglesia parroquial católica bajo la advocación de Santa María Egipciaca, en la archidiócesis de Mérida-Badajoz.

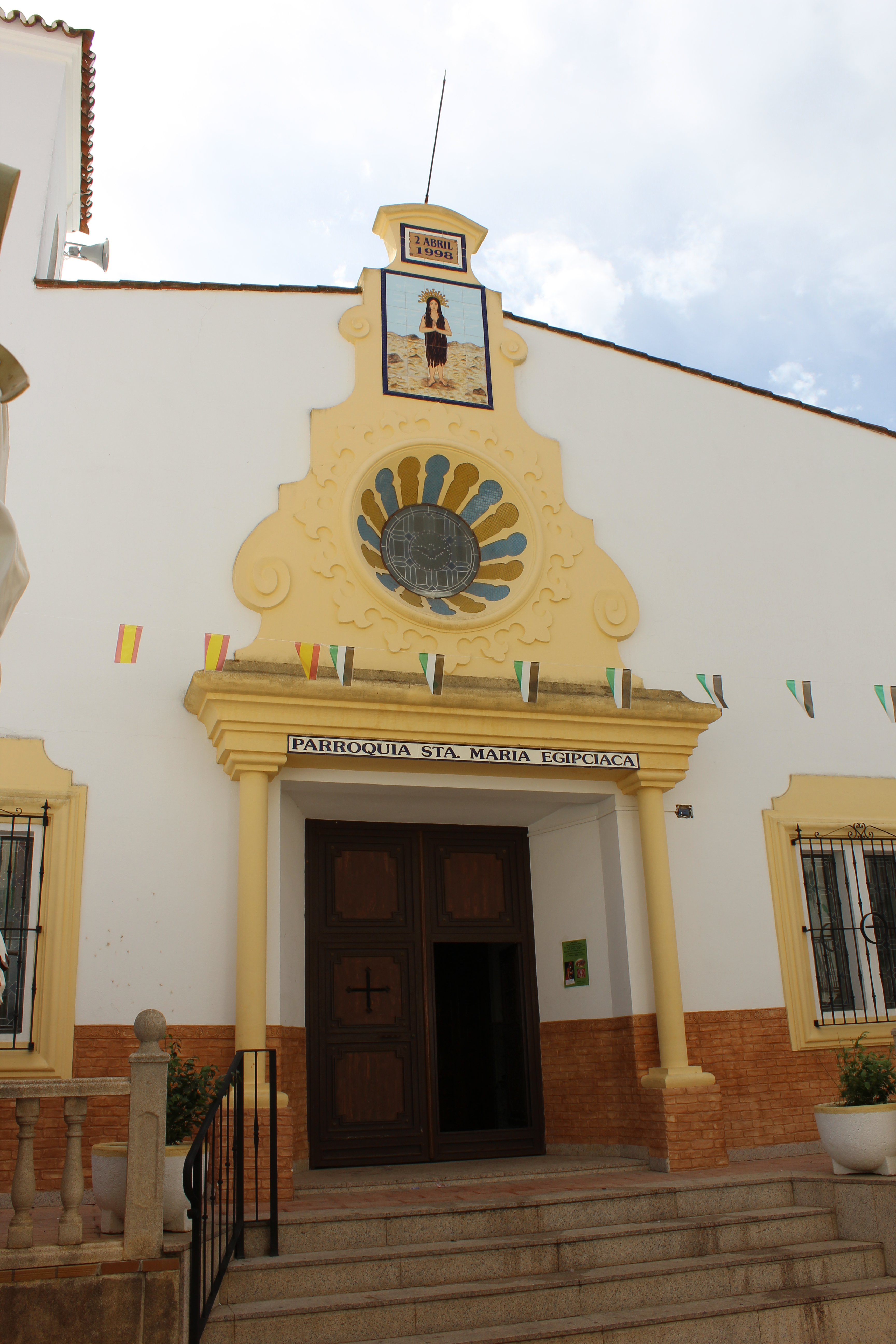
Iglesia parroquial de Santa María Egipciaca.
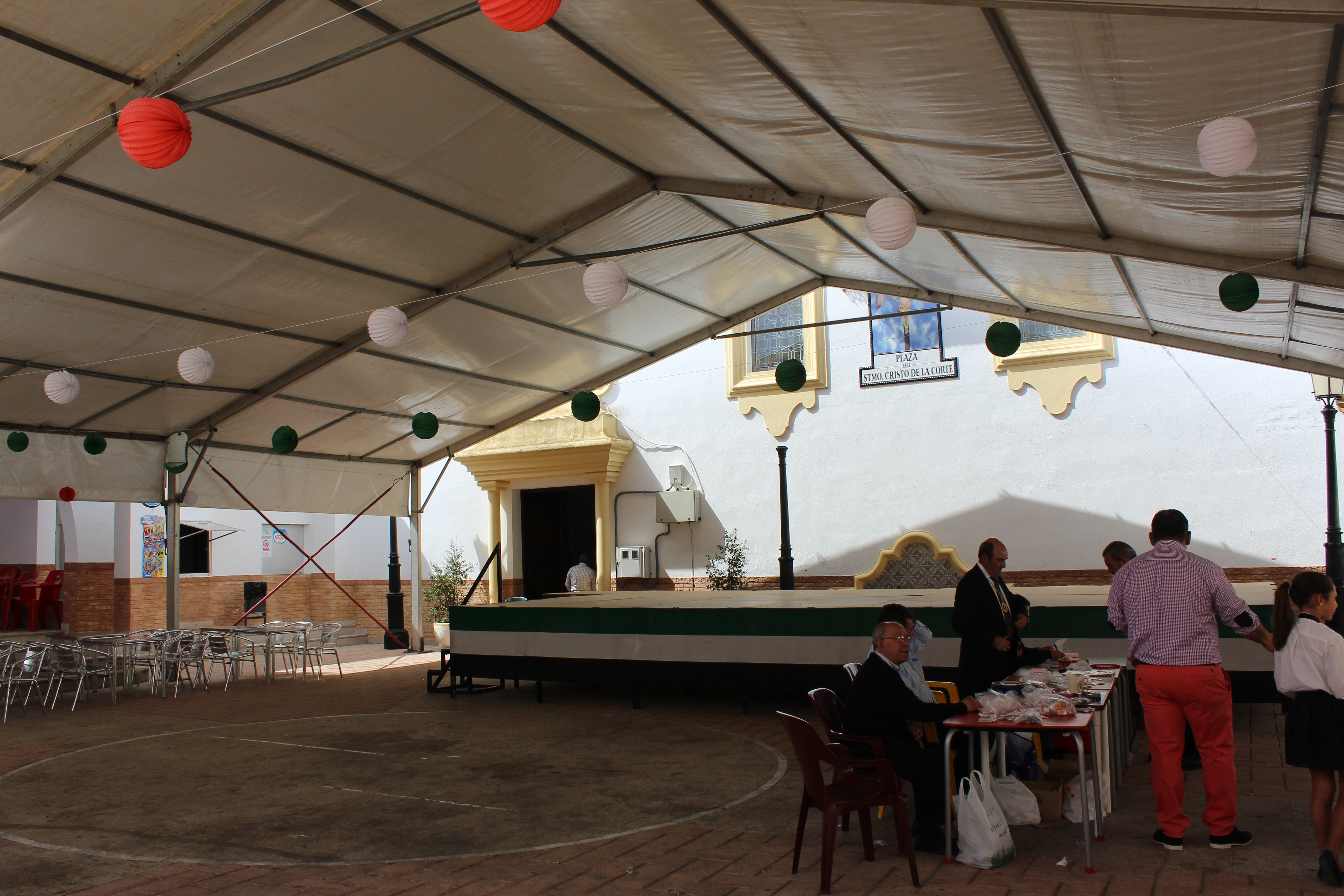
Carpa anexa a la iglesia (plaza del Stmo. Cristo de la Corte) para  la celebración de sus fiestas.
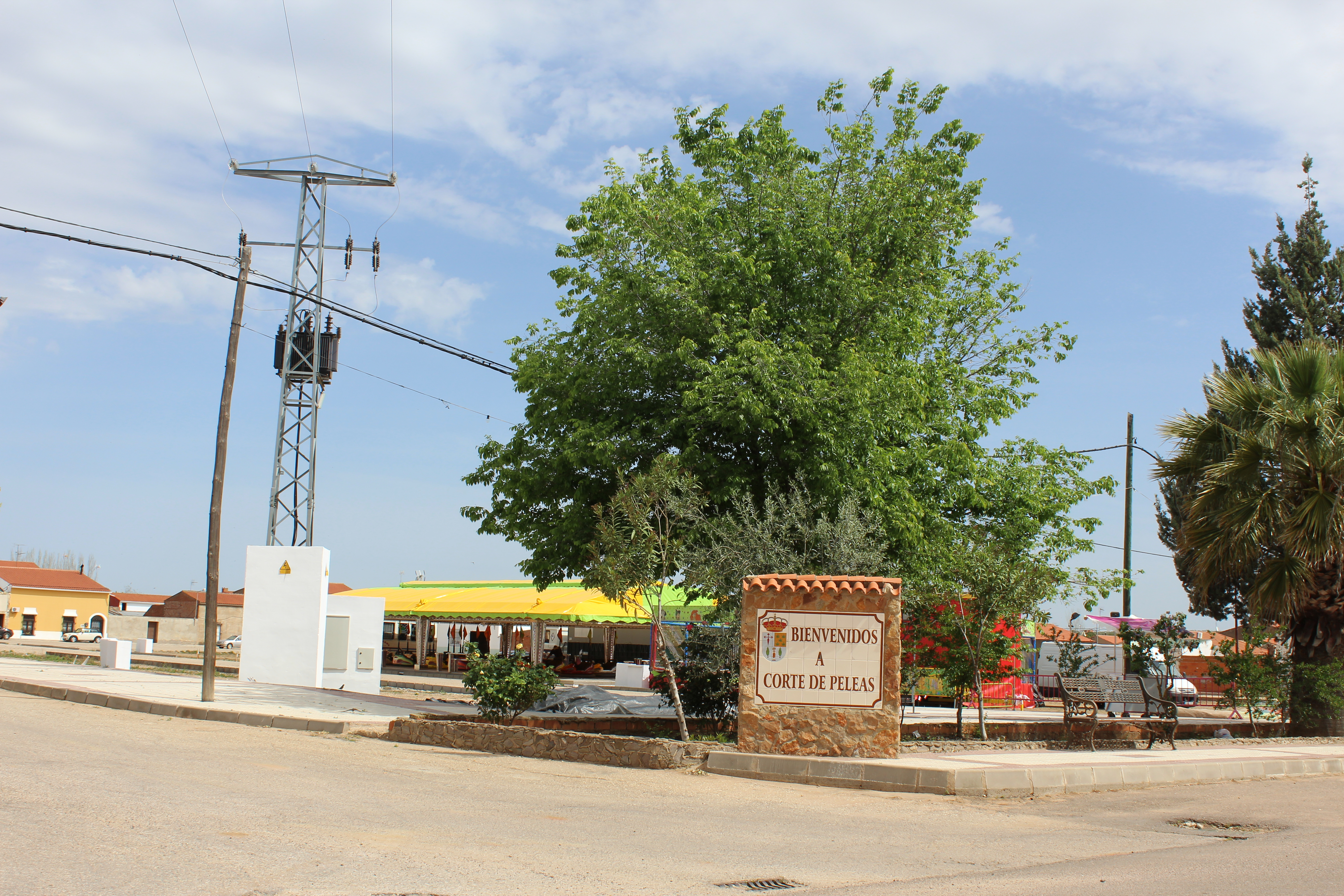
Cartel de bienvenida al pueblo.

## Servicios
- Ayuntamiento

- Centro médico

- Colegio público CRA Tierra de Barros

- Policía local

- Biblioteca municipal

- Banda municipal de música AMCSME (Asociación Músico-Cultural Santa María Egipcíaca)

- Instalaciones deportivas (pabellón municipal, pista del colegio, piscina olímpica, campo de fútbol de tierra, campo de fútbol antiguo)

- Piscina municipal: compuesta por tres piscinas: la pequeña, cubre muy poco, con un chorro enorme en el centro, de forma circular; la mediana, para los niños y adultos, con cascada de agua fría y la grande, olímpicamente adaptada. Cuenta con un quiosco, una cafetería, un restaurante y botiquín.

- Casa de la Cultura

- Gasolineras

## Personas destacadas
- Jesús Rueda Ambrosio, jugador de fútbol en el Nástic de Tarragona.

- Eladio Méndez Venegas, sacerdote Archivero del Obispado de Badajoz